# Saw Ba U Gyi

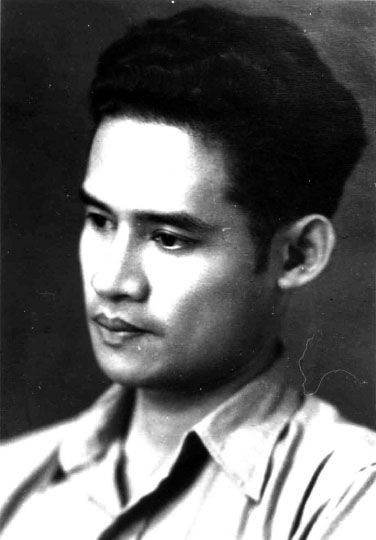
Saw Ba U Gyi

Saw Ba U Gyi (birmanisch စောဘဦးကြီး; * 1905 in Pathein; † 12. August 1950 in Toh Kaw Koe, Kawkareik, Kayin-Staat) war ein Politiker in Birma, der aus dem Volk der Karen stammte.
Saw Ba U Gyi war Rechtsanwalt. Er war einer der Gründer und der erste Präsident der Karen National Union (KNU). Vor der Unabhängigkeit Birmas war Saw Ba U Gyi Mitglied des Governor’s Executive Council des britischen Gouverneurs von Birma.
Im August 1946 war Saw Ba U Gyi Mitglied einer Delegation der „Karen Central Organisation“ in London, um über einen unabhängigen Karen-Staat zu verhandeln. Die anderen Delegationsmitglieder waren Sidney Loo Nee, Saw Tha Din und Saw Po Chit. Trotz Unterstützung von Winston Churchill verhandelte die britische Regierung lieber mit Aung San und ignorierte die Idee eines Karen-Staats, der Mitglied im Commonwealth hätte werden sollen.
Anfang 1947 wurde die KNU in der Vinton-Memorial-Halle in Rangun gegründet. Etwa 700 Delegierte aus verschiedenen Karen-Organisationen nahmen daran teil, unter anderem von der Karen National Organisation, der Karen Central Organisation und der Karen Youth Organisation. Sowohl Buddhisten als auch Christen nahmen an der Gründungsversammlung teil.
Die Versammlung forderte einen unabhängigen Staat mit eigener Küste und stellte der britischen Regierung ein Ultimatum. Als die Forderungen am 3. März nicht erfüllt worden waren, trat Saw Ba U Gyi von seinem Sitz im Gremium des Gouverneurs zurück.
Am 4. Januar 1948 wurde Birma in den Grenzen der britischen Kolonie unabhängig. Im Gegensatz zu anderen Minderheiten wurden die Karen nicht in den Unabhängigkeitsprozess eingebunden. Andere Minderheiten hatten Sonderrechte in der Verfassung erhalten, so wurde zum Beispiel den Shan zugesagt, dass sie nach zehn Jahren die Union verlassen könnten. Mit den Karen aber wurden keine solchen Vereinbarungen getroffen.
Im Januar 1949 begann die KNU unter Saw Ba U Gyi ihren bewaffneten Kampf gegen die birmanische Zentralregierung. Sie forderte einen unabhängigen Karen-Staat, so wie er ihnen im Zweiten Weltkrieg von den Briten als Dank für ihre Unterstützung im Kampf gegen die Japaner versprochen worden war. In der Anfangsphase der Kämpfe kamen die Karen-Kämpfer bis auf 15 Kilometer an die damalige birmanische Hauptstadt Rangun heran.
Am 12. August 1950 wurde Saw Ba U Gyi von birmanischen Truppen in Toh Kaw Koe überfallen und erschossen. Seine zerschossene Leiche wurde nach Mawlamyaing an die Küste gebracht und ins Meer geworfen. Seitdem gilt der 12. August bei den Karen als Märtyrer-Tag, an dem der gefallenen Soldaten der Karen gedacht wird.
| Personendaten    | Personendaten                                                               |
| ---------------- | --------------------------------------------------------------------------- |
| NAME             | Saw Ba U Gyi                                                                |
| KURZBESCHREIBUNG | birmanischer Politiker, Jurist und erste Präsident der Karen National Union |
| GEBURTSDATUM     | 1905                                                                        |
| GEBURTSORT       | Pathein, Myanmar                                                            |
| STERBEDATUM      | 12. August 1950                                                             |
| STERBEORT        | Toh Kaw Koe, Myanmar                                                        |